# 真僥倖
真僥倖（日语：マサラッキ），是日本純種競賽馬匹。生涯活躍於短途賽事，並曾獲得一級賽高松宮紀念冠軍。

## 出賽前
1993年4月14日出生於北海道浦河町日進牧場，被馬主丸井正貴購入。
其後交由栗東訓練中心練馬師增本豐訓練。

## 競賽生涯

### 4歲（現3歲）
1996年3月出戰阪神競馬場的4歲新馬，獲得第五。其後於同馬場的4歲未勝利戰獲得首勝。
5月出戰4歲500萬獎金以下條件戰，比賽途中以先行戰術獲得勝利。
6月1日出戰中日體育賞四歲錦標，爲其首次挑戰分級賽。比賽開始後，其處於先頭位置，但於最後直路未能保持速度，最終獲得第五。
比賽結束後，其繼續出戰條件戰積攢獎金，並於夕菅錦標及渡月橋錦標獲得勝利。
成功脫出條件戰級別後，其於10月26日出戰天鵝錦標。比賽途中其一直保持於第三的位置，最終也以第三名完賽。
其後出戰二級賽CBC賞，成功獲得第一人氣。可惜其於直路上未能追上前方的Eishin Washington及花公園，再次獲得季軍。
其後進入放草直至翌年春季結束。

### 5歲（現4歲）
1997年的古馬生涯首戰爲5月的高松宮盃。進入直路後其未能成功加速，最終僅獲第五。
其後出戰安田紀念，卻以第七大敗。
安田紀念賽後，陣營考慮其於一級賽表現不佳，決定安排其出戰函館競馬場的賽事作調整。
7月13日按計劃出戰函館短途錦標，獲得第一人氣。比賽開始後一直保持於第二的位置，並於最後直路爆發力量跑出全場第二快末腳，最終以2馬位優秀贏得首個分級賽冠軍。
10月26日出戰公開賽福島民友盃，未能延續7月時的狀態，僅獲季軍，其後更於CBC賞以第十大敗。
CBC賞賽後陣營決定再次安排其出戰低級別賽事作調整，遂於12月20日出戰摩耶錦標。比賽途中以穩定節奏處於先頭集團，最終於最後直路成功保持優勢奪冠。

### 6歲（現5歲）
1998年年初出戰人馬錦標獲得第五後，出戰4月的阪急盃，再次以穩定節奏奪冠，獲得第二個分級賽冠軍。
其後以高松宮紀念爲目標，出戰前哨戰絲路錦標。比賽開始後，其處於第四的位置，並以此節奏通過最後彎道進入直路。於直路上，其不斷加速望保持先頭的優勢，可惜後上馬採珠以更凌厲的速度超越其，最終其以頸位落敗獲得第二。
絲路錦標過後其失去比賽狀態，先於高松宮錦標以第十大敗，後於天鵝錦標因爲些微失速以僅獲第五。
11月28日出戰CBC賞，雖然過往兩場表現不佳，但由於其至少爲分級賽優勝馬，因此仍然獲得第三人氣。比賽開始後，其並未選擇以往擅長的先行戰術，反而將自身留於中團靠後位置推進並無視前方領放馬的節奏。其以慢速通過最後彎道進入直路後，突然發力加速，最終跑出全場最快末腳之下成功超越前方所有賽駒，再次獲得分級賽冠軍。
雖然於CBC賞以後上跑法大獲全勝，但於12月的短途馬錦標再次採用後上跑法下未能於最後直路復刻CBC賞的衝刺表現，以第八大敗。

### 7歲（現6歲）
1999年首戰爲絲路錦標，但只獲得第六。
其後再度出戰高松宮紀念，由於上年年末短途馬錦標及此前絲路錦標的表現，其只獲得第八人氣。比賽開始後，由協榮三月及Tokio Prefect帶出，而真僥倖則於第五的位置推進。通過最後彎道時，其和採珠一同由外檔進入直路，並一同於直路上加速。直路中段位置，兩駒依然處於加速爭奪位置的狀態，但真僥倖稍微處於上風。最終，真僥倖成功超越前方馬匹並勝出和採珠的決鬥，捧走首個一級賽冠軍。
勝出高松宮紀念後，其進入放草狀態備戰秋季的賽事。
放草完畢後，其出戰以秋季短途王者決定戰短途馬錦標爲目標，希望可以成爲計花公園後首匹稱霸春秋短途賽的賽駒。然而其開始陷入低谷，先於CBC賞以1/2馬位憾負愛麗世界，後於短途馬錦標再次以第九大敗。

### 8歲（現7歲）
進入2000年，其上年度末低迷的狀態仍未恢復，於年初阪急盃以第五落敗。其後進入放草希望可以回復狀態及比賽表現。
然而，秋季放草回歸後，出戰短途馬錦標再次大敗，其後出戰天鵝錦標亦只得第五。

### 8歲[a]
2001年其仍然未宣佈退役，而是於放草休養狀態下準備於下半年回歸。
7月出戰函館短途錦標，但明顯狀態大不如前，最終以第五完賽。此戰過後，陣營考慮其年齡及低迷的表現，決定安排其退役

### 詳細賽績
| 日期       | 舉辦國家 | 馬場 | 距離   | 級別 | 賽事名稱           | 負重 | 騎師     | 馬號 | 出馬 | 名次 | 時間   | 頭馬（二馬）        |
| ---------- | -------- | ---- | ------ | ---- | ------------------ | ---- | -------- | ---- | ---- | ---- | ------ | ------------------- |
| 3/3/1996   | 日本     | 阪神 | 草1600 |      | 4歲新馬            | 55   | 蛯澤誠治 | 2    | 13   | 5    | 1:37.5 | Tosho Orion         |
| 13/4/1996  | 日本     | 阪神 | 泥1200 |      | 4歲未勝利          | 55   | 安田康彥 | 5    | 15   | 1    | 1:13.3 | （Machikane Zeku）  |
| 12/5/1996  | 日本     | 京都 | 泥1200 |      | 4歲500萬獎金以下   | 55   | 佐藤哲三 | 9    | 12   | 1    | 1:12.9 | （Hide and Seek）   |
| 1/6/1996   | 日本     | 中京 | 草1200 | GIII | 中日體育盃四歲錦標 | 55   | 安田康彦 | 8    | 16   | 5    | 1:09.2 | Sugino Hayakaze     |
| 22/6/1996  | 日本     | 阪神 | 草1200 |      | 夕菅錦標           | 56   | 佐藤哲三 | 12   | 14   | 1    | 1:08.6 | （Tanino Sister）   |
| 8/9/1996   | 日本     | 阪神 | 草1600 |      | 月光讓賽           | 54   | 河内洋   | 7    | 13   | 2    | 1:33.3 | Kyowa Zakura        |
| 5/10/1996  | 日本     | 京都 | 草1600 |      | 渡月橋錦標         | 55   | 河内洋   | 3    | 14   | 1    | 1:33.0 | （Maruka Jump）     |
| 26/10/1996 | 日本     | 京都 | 草1400 | GII  | 天鵝錦標           | 55   | 佐藤哲三 | 5    | 16   | 3    | 1:19.4 | Sugino Hayakaze     |
| 23/11/1996 | 日本     | 中京 | 草1200 | GII  | CBC賞              | 55   | 佐藤哲三 | 5    | 14   | 3    | 1:07.6 | Eishin Washington   |
| 18/5/1997  | 日本     | 中京 | 草1200 | GI   | 高松宮盃           | 57   | 河内洋   | 3    | 18   | 5    | 1:08.7 | 新光王              |
| 18/6/1997  | 日本     | 東京 | 草1600 | GI   | 安田記念           | 58   | 河内洋   | 5    | 18   | 7    | 1:34.4 | 大樹狂風            |
| 13/7/1997  | 日本     | 函館 | 草1200 | GIII | 函館短途錦標       | 54   | 河内洋   | 5    | 16   | 1    | 1:52.4 | （Mother Mary）     |
| 26/10/1997 | 日本     | 福島 | 草1200 | OP   | 福島民友盃         | 57   | 菊澤隆徳 | 2    | 16   | 3    | 1:09.8 | 新光森林            |
| 22/11/1997 | 日本     | 中京 | 草1200 | GII  | CBC賞              | 57   | 河内洋   | 5    | 15   | 10   | 1:09.9 | Sugino Hayakaze     |
| 20/12/1997 | 日本     | 阪神 | 草1200 | OP   | 摩耶錦標           | 57   | 河内洋   | 1    | 15   | 1    | 1:09.3 | （Fumino Paradise） |
| 18/1/1998  | 日本     | 中山 | 草1200 | OP   | 人馬錦標           | 58   | 河内洋   | 8    | 13   | 5    | 1:11.8 | Star Programmer     |
| 4/4/1998   | 日本     | 阪神 | 草1200 | GIII | 阪急盃             | 58   | 河内洋   | 4    | 12   | 1    | 1:08.5 | （Center Moving）   |
| 26/4/1998  | 日本     | 京都 | 草1200 | GIII | 絲路錦標           | 57   | 河内洋   | 2    | 12   | 2    | 1:08.6 | 採珠                |
| 24/5/1998  | 日本     | 中京 | 草1200 | GI   | 高松宮記念         | 57   | 河内洋   | 17   | 16   | 10   | 1:10.7 | 新光森林            |
| 31/10/1998 | 日本     | 京都 | 草1400 | GII  | 天鵝錦標           | 57   | 河内洋   | 8    | 14   | 5    | 1:22.8 | 皇家鈴鹿            |
| 28/11/1998 | 日本     | 中京 | 草1200 | GII  | CBC賞              | 57   | 藤田伸二 | 13   | 14   | 1    | 1:09.6 | （榮進柏林）        |
| 20/12/1998 | 日本     | 中山 | 草1200 | GI   | 短途馬錦標         | 57   | 藤田伸二 | 4    | 15   | 8    | 1:09.7 | 礦之戀              |
| 25/4/1999  | 日本     | 京都 | 草1200 | GIII | 絲路錦標           | 58   | 藤田伸二 | 5    | 14   | 6    | 1:09.3 | 礦之戀              |
| 23/5/1999  | 日本     | 中京 | 草1200 | GI   | 高松宮記念         | 57   | 藤田伸二 | 4    | 16   | 1    | 1:08.0 | （採珠）            |
| 27/11/1999 | 日本     | 小倉 | 草1200 | GII  | CBC賞              | 59   | 藤田伸二 | 3    | 17   | 2    | 1:07.6 | 愛麗世界            |
| 19/22/1999 | 日本     | 中山 | 草1200 | GI   | 短途馬錦標         | 57   | 藤田伸二 | 1    | 16   | 9    | 1:08.9 | 黑鷹                |
| 27/2/2000  | 日本     | 阪神 | 草1200 | GIII | 阪急盃             | 59   | 藤田伸二 | 6    | 12   | 5    | 1:09.3 | 黑鷹                |
| 1/10/2000  | 日本     | 中山 | 草1200 | GI   | 短途馬錦標         | 57   | 藤田伸二 | 10   | 16   | 13   | 1:09.9 | 大德大和            |
| 28/10/2000 | 日本     | 京都 | 草1400 | GII  | 天鵝錦標           | 59   | 上村洋行 | 4    | 17   | 5    | 1:20.8 | 大德大和            |
| 1/7/2000   | 日本     | 函館 | 草1200 | GIII | 函館短途錦標       | 58   | 小野次郎 | 10   | 14   | 5    | 1:10.4 | 目白情人            |

a 由2001年開始，日本跟隨國際馬齡顯示標準，以實歲標記馬匹

## 退役後
退役後，真僥倖成爲了配種馬，於北海道浦河町日進牧場休養，在2002年開始配種。首批子嗣於2003年出生。首批子嗣可於2005年出賽。然而其配種馬生涯只和十匹繁殖雌馬配種並只有兩匹子嗣成功受胎，因而其血脈快速地消失。
其後由配種馬退役，於同一地方以功勞馬身份進行養老生活。
2015年12月3日晚上被發現於馬房內死亡，享年22歲。

## 血統簡介
父系Magnitude爲愛爾蘭賽駒，生涯六戰全敗，但配種成績優秀，其子嗣包括1982年櫻花賞冠軍Erebus及1992年無敗二冠馬美浦波旁。祖父水車礁石爲美國出生的英國賽駒，生涯戰績極佳，曾勝出葉森打吡、日蝕大賽、英皇佐治六世及皇后伊利沙伯錦標及凱旋門大賽四項歐洲一級賽。
母系Rose Entry爲日本賽駒，生涯未脫出條件戰級別。外祖父Cajun爲愛爾蘭出身的英國賽駒，曾勝出短途一級賽中央公園錦標。

### 血統表
| 父線：水車礁石系（Never Bend系）   |                               |               |                |
| 種馬 Magnitude 1975年（棗色）      | 水車礁石 1968年（棗色）       | Never Bend    | Nasrullah      |
| 種馬 Magnitude 1975年（棗色）      | 水車礁石 1968年（棗色）       | Never Bend    | Lalun          |
| 種馬 Magnitude 1975年（棗色）      | 水車礁石 1968年（棗色）       | Milab Mill    | Princequillo   |
| 種馬 Magnitude 1975年（棗色）      | 水車礁石 1968年（棗色）       | Milab Mill    | Virginia Water |
| 種馬 Magnitude 1975年（棗色）      | Altesse Royale 1968年（栗色） | Saint Crespin | Aureole        |
| 種馬 Magnitude 1975年（棗色）      | Altesse Royale 1968年（栗色） | Saint Crespin | Neocracy       |
| 種馬 Magnitude 1975年（棗色）      | Altesse Royale 1968年（栗色） | Bleu Azur     | Crepello       |
| 種馬 Magnitude 1975年（棗色）      | Altesse Royale 1968年（栗色） | Bleu Azur     | Blue Prelude   |
| 繁殖雌馬 Rose Entry 1987年（栗色） | Cajun 1979年（栗色）          | Red Regent    | Prince Regent  |
| 繁殖雌馬 Rose Entry 1987年（栗色） | Cajun 1979年（栗色）          | Red Regent    | Redowa         |
| 繁殖雌馬 Rose Entry 1987年（栗色） | Cajun 1979年（栗色）          | Ermyn Lass    | Ennis          |
| 繁殖雌馬 Rose Entry 1987年（栗色） | Cajun 1979年（栗色）          | Ermyn Lass    | Rye Girl       |
| 繁殖雌馬 Rose Entry 1987年（栗色） | Shuzan Laurel 1977年（栗色）  | Bon Mot       | Worden         |
| 繁殖雌馬 Rose Entry 1987年（栗色） | Shuzan Laurel 1977年（栗色）  | Bon Mot       | Djebel Idra    |
| 繁殖雌馬 Rose Entry 1987年（栗色） | Shuzan Laurel 1977年（栗色）  | Golden Myrrh  | Frankincense   |
| 繁殖雌馬 Rose Entry 1987年（栗色） | Shuzan Laurel 1977年（栗色）  | Golden Myrrh  | Hot Dish       |
| 雌系：美寶莉系（號族：14-c）       |                               |               |                |
| 五代內近親交配：Nearco 5×5         |                               |               |                |

## 命名由來
名字中，Masa（マサ）是日語，帶有「真正」的意思，Lucky（ラッキ）在英語中，代表好運、僥倖的意思。

## 外部連結
- 真僥倖 neikeiba.com （页面存档备份，存于）
- 血統表 （页面存档备份，存于）